# کمیس
کمیس (به انگلیسی: Cemaes) یک روستا در بریتانیا است که در انگلسی واقع شده‌است. کمیس ۱٬۳۵۷ نفر جمعیت دارد.